# Melon (fruit)
Ne doit pas être confondu avec Pastèque ou Melon (plante).
Le melon est le fruit de la plante Cucumis melo de la famille des Cucurbitacées. C'est un fruit juteux et sucré.

## Utilisation

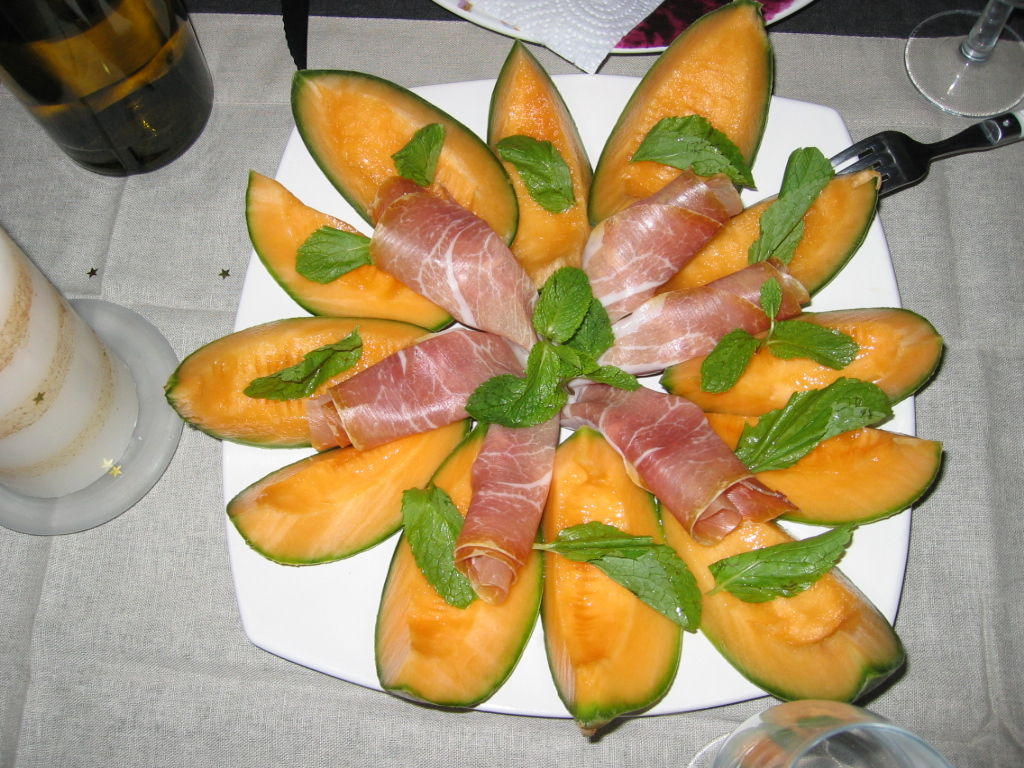
Melon associé au jambon de Parme

Les fruits mûrs se mangent crus, soit en entrée, soit en dessert. On peut aussi les cuire pour en faire des compotes et des confitures.
Un bon melon doit être lourd (signe qu'il est gorgé de sucre : le taux de sucre doit dépasser 10 degrés Brix pour être commercialisé, en dessous il est classifié comme courge), exhaler une odeur typée (le humer du côté de l'auréole) qui est signe de maturité. Trop forte, cette odeur est signe de surmaturité. Au toucher, son écorce doit être souple mais pas molle. Dans le cas du melon de Cavaillon la présence d'une craquelure voire d'un détachement du pécou (pédoncule déhiscent qui se caractérise par un anneau translucide autour de la queue, son décollement ou son détachement, par le phénomène d’abscission, qui laisse une cicatrice pédonculaire caractéristique), est un signe de maturité, mais cela ne concerne pas tous les types de melons. Un bon melon lisse ou brodé doit avoir des tranches bien marquées par un trait vert bleuté. La plupart des melons commercialisés en France ont un taux de sucre garanti, grâce notamment à la mesure de leur indice réfractométrique . Le melon se conserve mieux dans un placard ou une cave fraîche qu'au réfrigérateur.

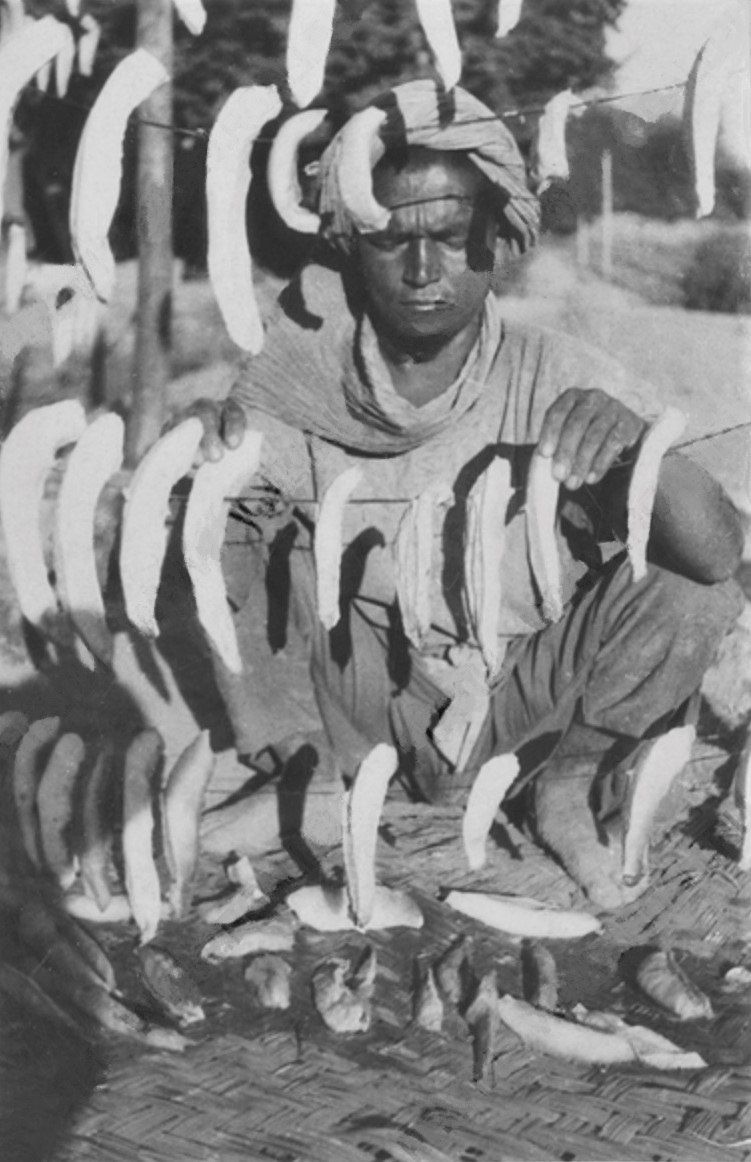
Séchage en Asie centralePhoto Sergey Strunnikov

Pour certains gastronomes, la présence d'une petite aréole à la base du fruit, est un signe de qualité, indiquant un melon « femelle ». La largeur de l'aréole est selon une légende en rapport avec l'érotisation de ce légume, un indicateur selon lequel il serait meilleur et bien plein. En réalité, il s'agit seulement d'un indicateur concernant la variété. À noter que les recherches du CNRS publiées en 2008, ont trouvé un gène qui contrôle le sexe chez le melon. La majorité des variétés ont une andromonoécie, et possèdent des fleurs mâles et des fleurs hermaphrodites (avec les organes des deux sexes) sur un même plant. Le gène CmACS-7 a permis cette mutation du melon qui lui donne son andromonoécie. Ce gène provoque l'arrêt de la synthèse de l'éthylène ce qui a pour conséquence le développement des deux organes, de fleurs hermaphrodites qui se suffisent à elles-mêmes (pas d'insectes) pour produire des fruits. Le melon est un thème iconographique fréquent et ambivalent dans les natures mortes : associé aux oignons et concombres, il symbolise le désir et la convoitise. En raison de ses nombreux pépins, il symbolise également la fécondité, l'opulence. Sa capacité de régénération peut être une allégorie de la force aveugle et incontrôlable. Inversement, la pourriture rapide du fruit peut symboliser la fragilité des biens terrestres.

### Apport nutritionnel
En général, le melon ne dépasse pas les 40 kilocalories (Kcal) aux 100 grammes
- Le melon cantaloup est une bonne source de potassium, de vitamine A et d'acide folique. Il est également riche en bêta-carotène et en vitamine C. Le potassium est utile dans la prévention des calculs rénaux. Le cantaloup est en général un bon laxatif grâce à ses fibres.
- Le melon Honeydew est réputé contenir peu de nutriments et de modestes quantités de potassium et de vitamine A.  Sa teneur en vitamine varie selon le type de cultivar, la taille du fruit, et surtout le type de sol de culture. Une étude[4] portant sur les teneurs en acide ascorbique total (AAT), en acide ascorbique (AA), et en Acide déshydroascorbique (DAA), ainsi qu'en acide folique (AF) et potassium (K) a été déterminée à pleine maturité dans les fruits de taille commerciale (tailles standardisées 4 à 9) pour 3 cultivars commerciaux ;  Mega Brew, Morning Ice and TAM Dew Improved (TDI) à partir d'échantillons provenant de cultures de ces variétés et d'hybrides TDI × Green Ice sur deux types de sols (argileux et sableux). Le taux d'acide ascorbique total a augmenté avec la taille des fruits, jusqu'à un maximum (taille 6 ou 5), avant de diminuer quand le fruit était plus gros[4]. L'acide ascorbique total et le contenu en acide folique étaient peu liés à la taille, mais plus élevés dans les fruits venant de sols argileux (par rapport au substrat sableux). L'hybride expérimental était plus riche en AAT et significativement plus en AF indépendamment de la taille de fruits ou de type de sol[4]. L'acide ascorbique libre et le taux de DAA étaient généralement plus élevés à partir de fruits cultivés sur sol argileux que sableux mais le contenu en AA a été élevé dans de petits fruits et restait stable avec l'augmentation de la taille des fruits jusqu'à la taille 6 ou 5, avant de diminuer, tandis que le contenu DAA augmentait linéairement avec une augmentation de la taille des fruits.  La teneur en potassium (1,7 mg/g de poids frais en moyenne) n'était pas affectée par la taille des fruits, du type de sol ou l'époque)[4].

## Histoire

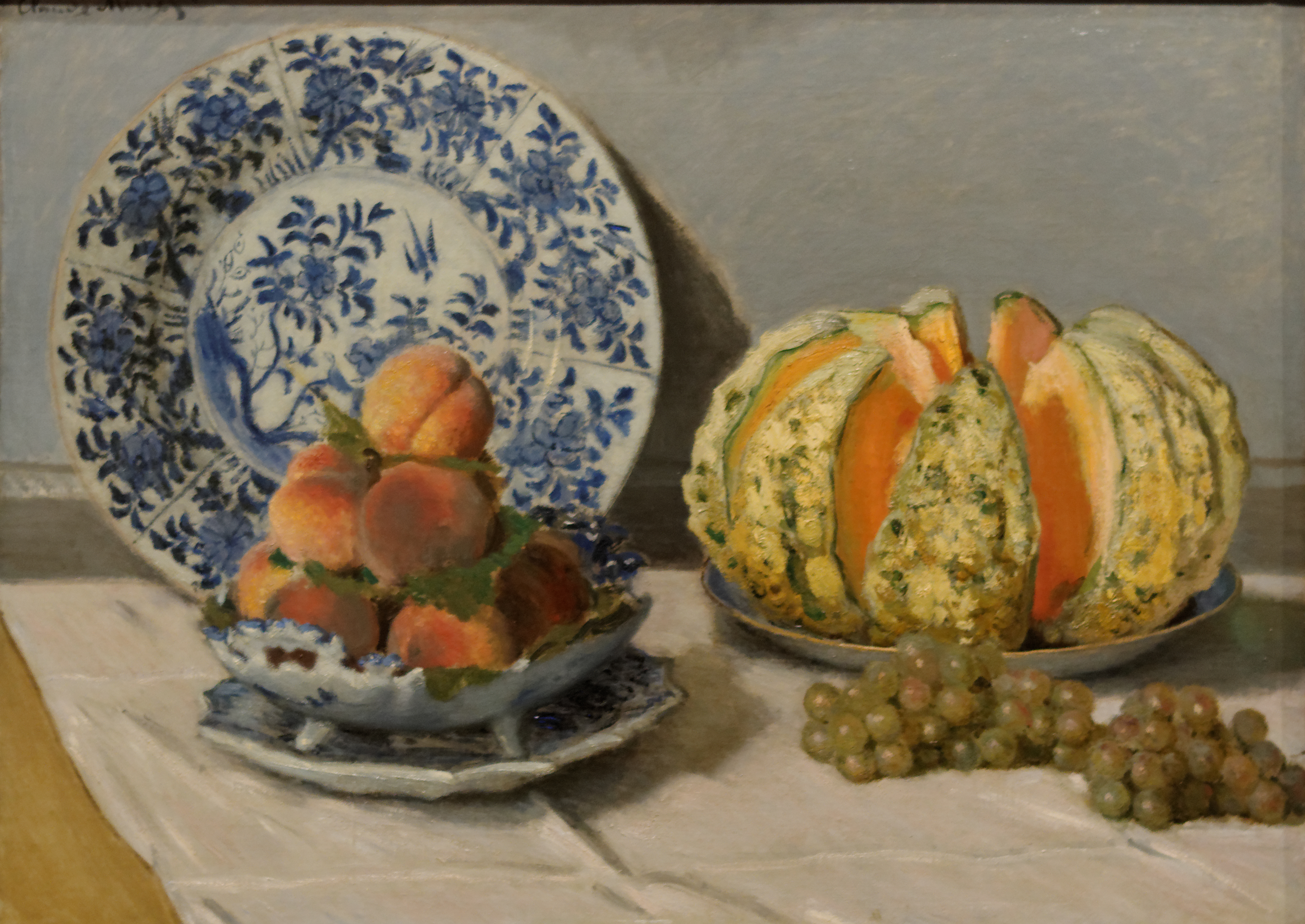
Nature morte au melon, Claude Monet (ca 1872)

La région d'origine du melon n'est pas connue, mais il provient probablement d'Afrique intertropicale de l'Est où existent encore des variétés sauvages ou bien du Sud-Ouest de l'Asie. Des niveaux néolithiques de la période prédynastique égyptienne ont livré des graines. Il est attesté qu'il est domestiqué en Égypte 2700 ans avant notre ère et cultivé en Mésopotamie 2000 ans avant notre ère. 5 siècles av. J.-C., sa production du delta du Nil est renommée. De là, sa production passe en Grèce, puis en Italie au Ier siècle apr. J.-C. Les Grecs désignent divers cucurbitacées à chair douce par le nom « pepon » (de peptein, « cuire », d'où le sens littéral « cuit par le soleil » - le soleil est sous entendu, « mûr »). De là découle « mêlopepôn » en grec (littéralement pomme-courge cuite au soleil, de « melo » qui veut dire pomme, et « pepon ») et donc « melopepo » en latin, abrégé en « pepo » qui désigne ce concombre mûri par le soleil. Le nom français dérive donc plus du mot qui désigne la pomme en grec, « melon ». Selon Pline, les melons de cette époque ont la taille d'un coing mais constituent un plat de luxe consommé avec une sauce relevée par les riches Romains.
Il fait partie des plantes potagères énumérées dans le capitulaire De Villis par Charlemagne au début du IXe siècle et reste également connu au XIIIe siècle dans les écrits botaniques arabes. En 1495, le roi Charles VIII de France, de retour des guerres d'Italie, le réintroduit en France. Cependant, les variétés cultivées d'alors, ovoïdes et aqueuses, étaient peu sucrées et consommées en salades.
Au siècle suivant, des moines ramènent à Rome depuis l'Arménie turque, une variété ronde à chair orangée et savoureuse, qui est cultivée dans les jardins de la résidence d'été des papes à Cantalupo, aux environs de Rome. Cette variété prend le nom en France de « Cantaloup » et dès le XVIe siècle sa culture se propage en Provence, dans la vallée du Rhône, dans le Languedoc, puis rejoint le Val de Loire, l'Anjou et la Touraine. De là, il approvisionne la Cour et les marchés de Paris. Ce n'est que plus tard qu'il se propage en Charente, où par sélection, les célèbres « cantaloups charentais », puis le « charentais brodé », seront créés bien plus tard.
Ce légume est alors un mets aussi bien apprécié pour son goût que décrié pour les désagréments intestinaux qu'une consommation excessive procure. Au XVIe siècle, l'humaniste Jean La Bruyère-Champier accuse les melons d'engendrer le pire des sucs et de causer le choléra. Au XVIIe siècle, le médecin romain Dominique Panaroli parle du fruit comme une « humeur putride de la terre ». Jacques Pons, conseiller et médecin du roi Henri IV, est le premier à écrire un traité dessus. À la fin de ce siècle, sept variétés de melon sont cultivées en France, la plupart dans le potager de Versailles à la demande de Louis XIV qui en est friand.
Au XVIIIe siècle, les melons modernes (ronds et musqués) sont connus en Europe de l'Ouest. La marquise de Sévigné en villégiature à Grignan en devient friande et Voltaire les décrit comme une « outre de jus, un boulet de lumière, un chef-d'œuvre de l'été ».
Alexandre Dumas qui apprécie les melons et en particulier ceux de Cavaillon demande, en échange du don de la totalité de son œuvre publiée (près de 400 volumes) qu'il fait en 1864 à la bibliothèque de la ville, une rente viagère de 12 melons par an. Ce que le conseil municipal accepte et lui sert jusqu'à sa mort en 1870. C'est ainsi qu'est créée la confrérie des Chevaliers du melon de Cavaillon.
En 2019, deux melons Yubari en provenance d'Hokkaido sont vendus pour 5 millions de yens soit plus de 40 000 euros.

## Galerie

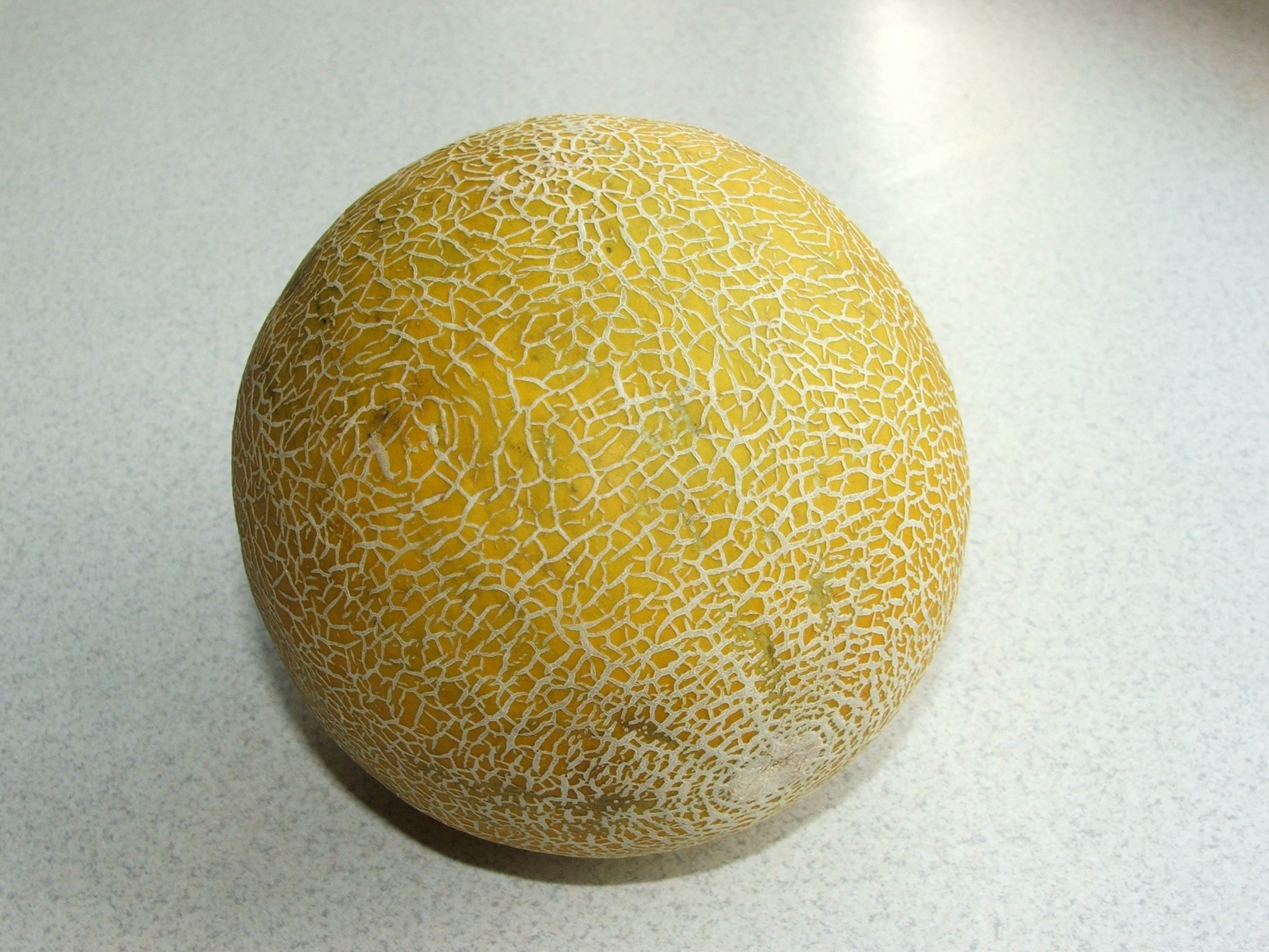
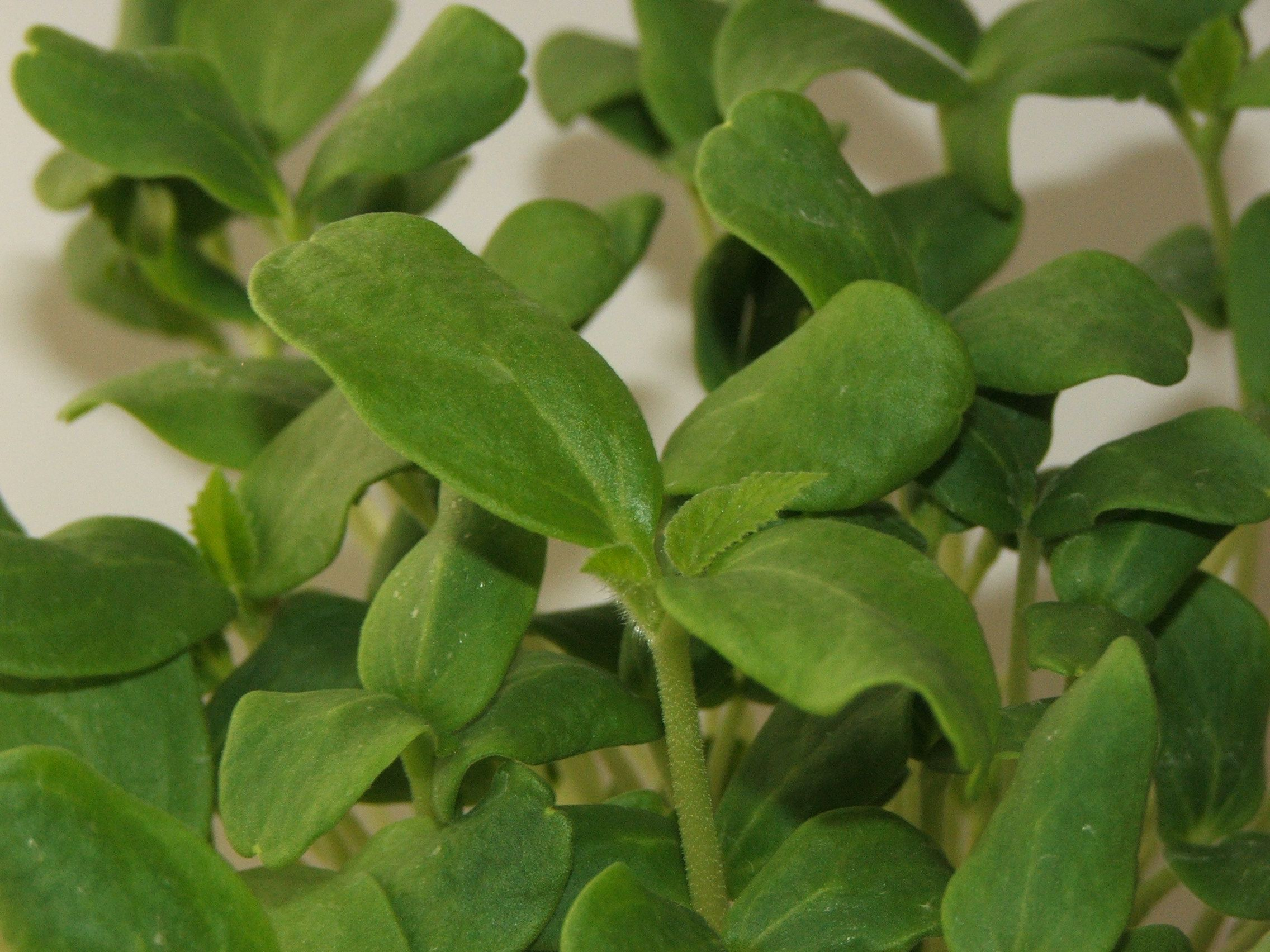
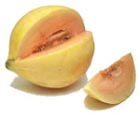
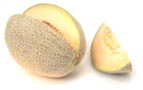
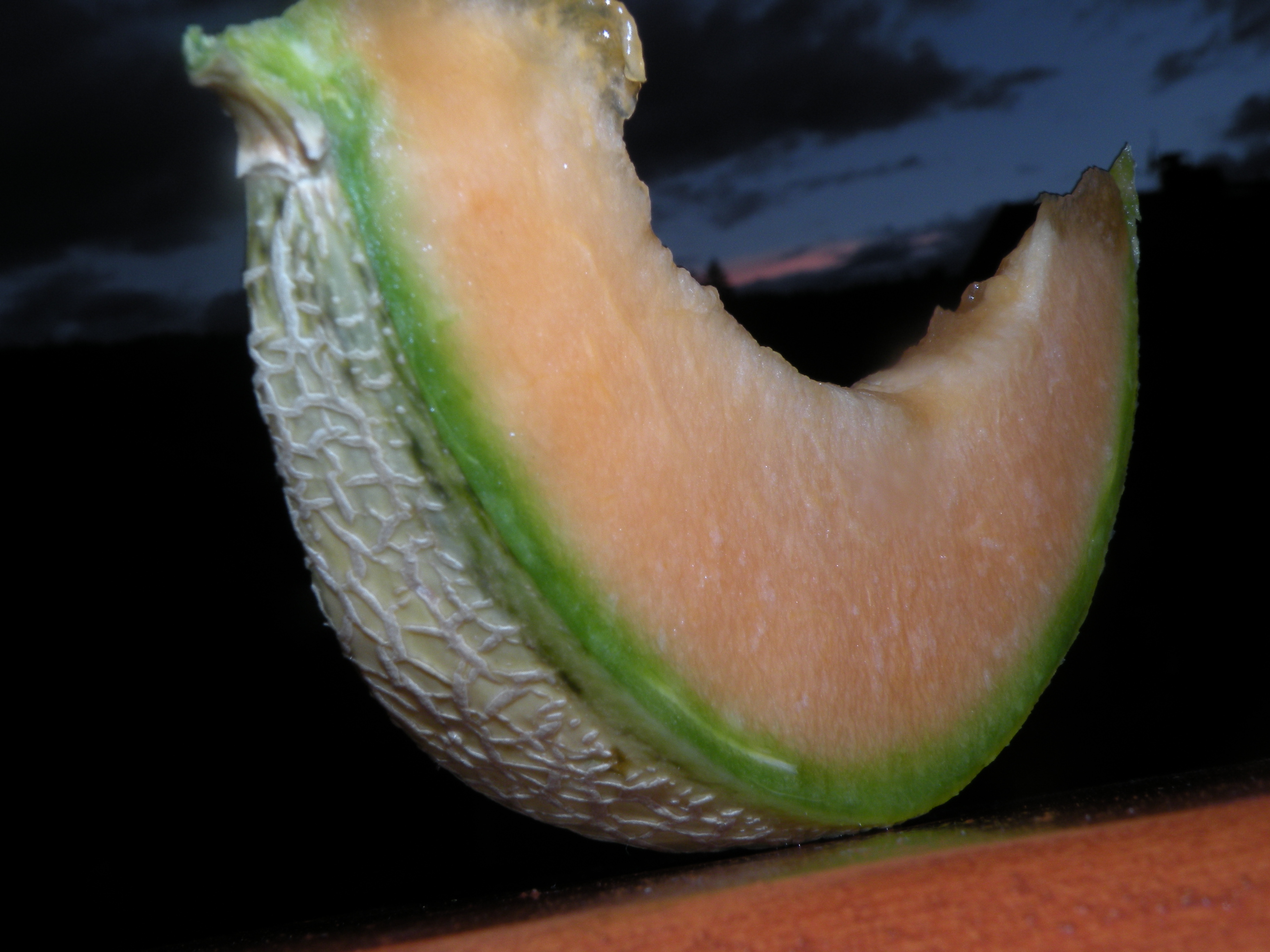
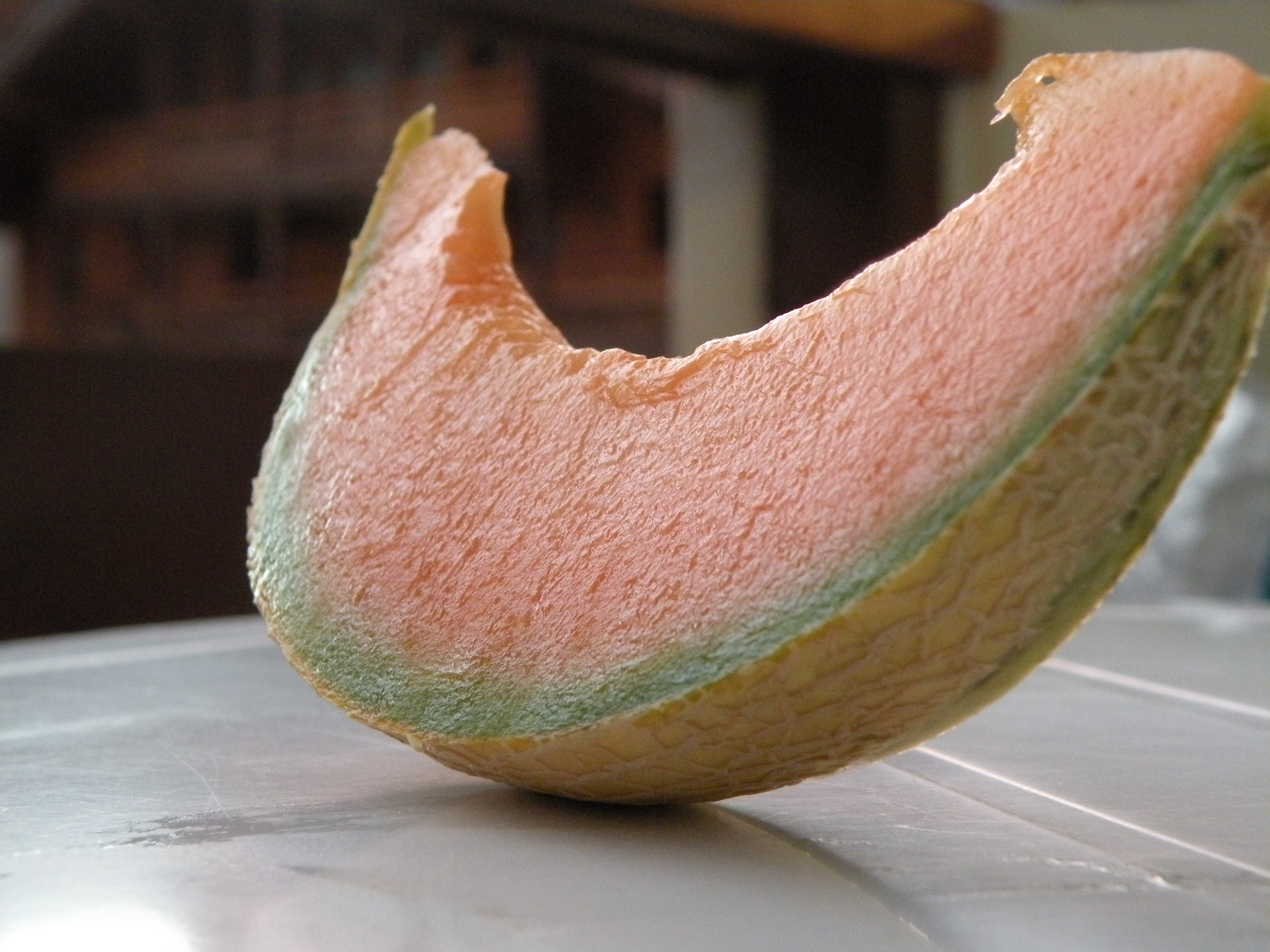
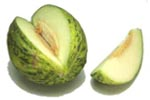
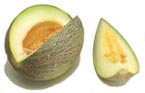
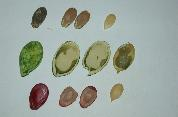